# Oxalis dregei
Oxalis dregei är en harsyreväxtart som beskrevs av Otto Wilhelm Sonder. Oxalis dregei ingår i släktet oxalisar, och familjen harsyreväxter. Inga underarter finns listade i Catalogue of Life.